# Vassili Sapelnikov
Vassili Lvovitch Sapelnikov (en russe : Василий Львович Сапельников ; Odessa, 21 octobre 1867 (2 novembre 1867 dans le calendrier grégorien) – Sanremo, 17 mars 1941) est un compositeur ukrainien, virtuose du piano.

## Biographie
Il étudie au Conservatoire de Saint-Pétersbourg avec Louis Brassin, après la mort de celui-ci, en 1884, il poursuit son perfectionnement avec Sophie Menter et Anatoli Liadov. Sapelnikov est ensuite professeur au Conservatoire de Moscou.
En 1888 et 1889, il accompagne Tchaïkovski lors d'une tournée à travers l'Europe. À Hambourg en 1889, il joue le premier concerto pour piano lors d'un Concert de la Société Philharmonique, alors que celui-ci jusqu'alors, était réputé être injouable. L’immense succès de ce spectacle le rend célèbre d'un coup. Il rejoue avec le même succès le concerto à Londres. Ensuite il effectue plusieurs tournée à travers l'Europe, très recherché comme soliste, mais aussi parfois comme chef d'orchestre. De 1897 à 1899, il est professeur au Conservatoire de Moscou. Figure parmi ses élèves, notamment Nikolaï Medtner.
Au printemps de 1910, il « grave » douze pièces pour piano, pour la firme Welte-Mignon, dont six de ses propres œuvres.
En 1912, il s'installe à Leipzig, où il habite jusqu'à la Première Guerre mondiale, puis à Munich et à Berlin ; de 1916 à 1922, il est de nouveau à Odessa. En 1923, il émigre en Allemagne et plus tard en Italie, où il est décédé.

## Enregistrements
- Vassily Sapelnikoff (1868-1941) (1923–1927, Pearl) (OCLC 38003547) — Concerto de Tchaïkovski et pièces de Mendelssohn, Schumann, Brahms, Liszt, Rubinstein, Balakirev, Liadov…